# Елізабет Шуман
Елізабет Шуман (нім. Elisabeth Schumann; 13 червня 1885, Мерзебург — 23 квітня 1952, Нью-Йорк) — німецька співачка (сопрано). До її предків належала співачка Генрієтта Зонтаг.

## Життєпис
З дитинства брала уроки співу. Ставши членом трупи Гамбурзької опери в 1909 р, вже через рік брала участь в гамбурзькій прем'єрі опери Ріхарда Штрауса «Кавалер троянди» (в ролі Софі, що стала її візитною карткою). У 1914—1915 роках виступала в Метрополітен-Опера в Нью-Йорку, куди в ті часи запрошували тільки співаків світового масштабу.
Ріхард Штраус дуже цінував творчість співачки і в 1919 році сприяв її запрошенню до Віденської опери, де вона виступала до 1937 року, ставши улюбленицею Відня. Більшу частину її репертуару складали ролі в операх Вольфганга Амадея Моцарта. У 1920 році Шуман дебютувала як виконавиця пісенного репертуару. Багато зі своїх пісень Штраус написав саме для неї. Він часто акомпанував їй в концертах. Вона виконувала пісні Вольфа, Шуберта, Брамса, Шумана, Штрауса, Малера та ін. композиторів.
У 1923 році співачка з успіхом виступила в Лондоні в «Кавалері троянди» під керуванням Бруно Вальтера. Цей успіх поклав початок її багаторазовим виступів в Англії.
У 1922—1936 роках брала участь в Зальцбурзькому фестивалі.
Нацистський режим не чинив тиску на Елізабет Шуман. Проте вона все одно вважала за краще емігрувати в США, де виступала в концертах і час від часу займалася викладацькою діяльністю.